# Celithemis ornata
Celithemis ornata is een libellensoort uit de familie van de korenbouten (Libellulidae), onderorde echte libellen (Anisoptera).
De wetenschappelijke naam Celithemis ornata is voor het eerst geldig gepubliceerd in 1842 door Rambur.